# The Perfect Element, Part I
The Perfect Element, Part I är Pain of Salvations tredje studioalbum, som släpptes i oktober 2000. Det är ett konceptalbum som handlar om formandet av individen, speciellt om händelser från ens barndom och adolescens. Det är den första delen av ett planerat koncept på tre delar. The Perfect Element, Part II släpptes 2007 under titeln Scarsick.

## Låtlista
Alla musikstycken och arrangemang är av Daniel Gildenlöw förutom mittendelen av "Her Vocies" av Daniel Gildenlöw och Fredrik Hermansson, och delar av "The Perfect Element" av Daniel Gildenlöw och Johan Langell. Strängarrangemangen är av Daniel Gildenlöw och Fredrik Hermansson.
Kapitel I: "As these two desolate worlds collide"
1. "Used" – 5:23
2. "In the Flesh" – 8:36
3. "Ashes" – 4:28
4. "Morning on Earth" – 4:34
Kapitel II: "It all catches up on you when you slow down"
5. "Idioglossia" – 8:29
6. "Her Voices" – 7:56
7. "Dedication" – 4:00
8. "King of Loss" – 9:46
Kapitel III: "Far beyond the point of no return"
9. "Reconciliation" – 4:24
10. "Song for the Innocent" – 3:02
11. "Falling" – 1:50
12. "The Perfect Element" – 10:09
13. "Epilogue" (Japanese Bonus Track) – 3:14
Extra-CD:
1. "Beyond the Mirror" – 8:20
2. "Never Learn to Fly" – 5:10
3. "Time Weaver’s Tale" – 6:19
4. (PC-multimediaspår med videor, foton, intervjuer, med mera)

## Medverkande
Musiker (Pain of Salvation-medlemmar)
- Daniel Gildenlöw – sång, gitarr
- Fredrik Hermansson – keyboard, piano, sampling
- Johan Hallgren – gitarr, bakgrundssång
- Johan Langell – trummor, bakgrundssång
- Kristoffer Gildenlöw – basgitarr, bakgrundssång

Bidragande musiker
- Mihai Cucu – stränginstrument
- Camilla Andersson – stränginstrument
- Petter Axelsson – stränginstrument
- Gretel Gradén – stränginstrument
- Johnny Björk – stränginstrument

Produktion
- Daniel Gildenlöw – producent, ljudmix, mastering, omslagskonst
- Pain of Salvation – producent, mastering
- Ander "Theo" Theander – producent, ljudtekniker, ljudmix, mastering
- Pontus Lindmark – ljudtekniker
- Johan Hallgren – ljudmix
- Johan Langell – ljudmix, mastering
- Elin Iggsten, Johanna Iggsten, Fredrik Hallgren – foto